# Westbourne Park
Westbourne Park è una stazione della Metropolitana di Londra, servite dalla linea Circle e dalla linea Hammersmith & City.

## Storia
Sebbene l'estensione della Metropolitan Railway (MR), oggi la Metropolitan line, verso Hammersmith fosse stata aperta il 1º giugno 1864, la stazione di Westbourne Park su questo tratto di linea (che sarebbe diventato la Hammersmith & City Line) aprì solo il 1º febbraio 1866. La linea era di proprietà della Great Western Railway (GWR) e inizialmente i rapporti con la MR non erano dei migliori. Nel 1867 la MR acquistò parte delle quote del nuovo tratto di linea dalla GWR e da quel momento la inglobò nel suo servizio metropolitano.
La stazione originaria chiuse il 31 ottobre 1871 e fu sostituita il giorno seguente dall'attuale edificio, costruito a est di quello originale.
Poiché il traffico era condiviso sulla linea ferroviaria principale della GWR e interferiva con i loro treni, la compagnia costruì una nuova coppia di binari da Paddington a Westbourne Park e il 12 maggio 1878 aprì un sottopassaggio per evitare conflitti nel punto in cui la linea metropolitana attraversava la linea principale. Questi binari, sebbene dedicati al solo uso della metropolitana, passarono sotto il controllo della London Underground solo il 1º gennaio 1948.
Dal 13 dicembre 2009 la stazione è servita anche dalla Circle Line.

### Incidenti
Nel febbraio 1913 venne rinvenuta nella stazione una bomba, probabilmente depositata dal movimento delle Suffragette.

## Interscambi
Nelle vicinanze della stazione effettuano fermata numerose linee urbane automobilistiche, gestite da London Buses.
- Fermata autobus

La GWR operava delle piattaforme sulla linea ferroviaria principale, aperte il 30 ottobre 1871 e chiuse nel marzo 1992. La presenza delle banchine avrebbe costretto i treni del progettato Heathrow Express a un limite di velocità di 30 miglia orarie durante il passaggio per la stazione, incompatibile con gli obiettivi del servizio. La British Rail decise che il costo delle modifiche da apportare alle piattaforme sarebbe stato eccessivo e che la soluzione migliore fosse la chiusura della stazione. Anche un'altra stazione sulla Hammersmith & City Line, Royal Oak, era stata servita in passato dalla GWR fino al 1934.

## Galleria d'immagini

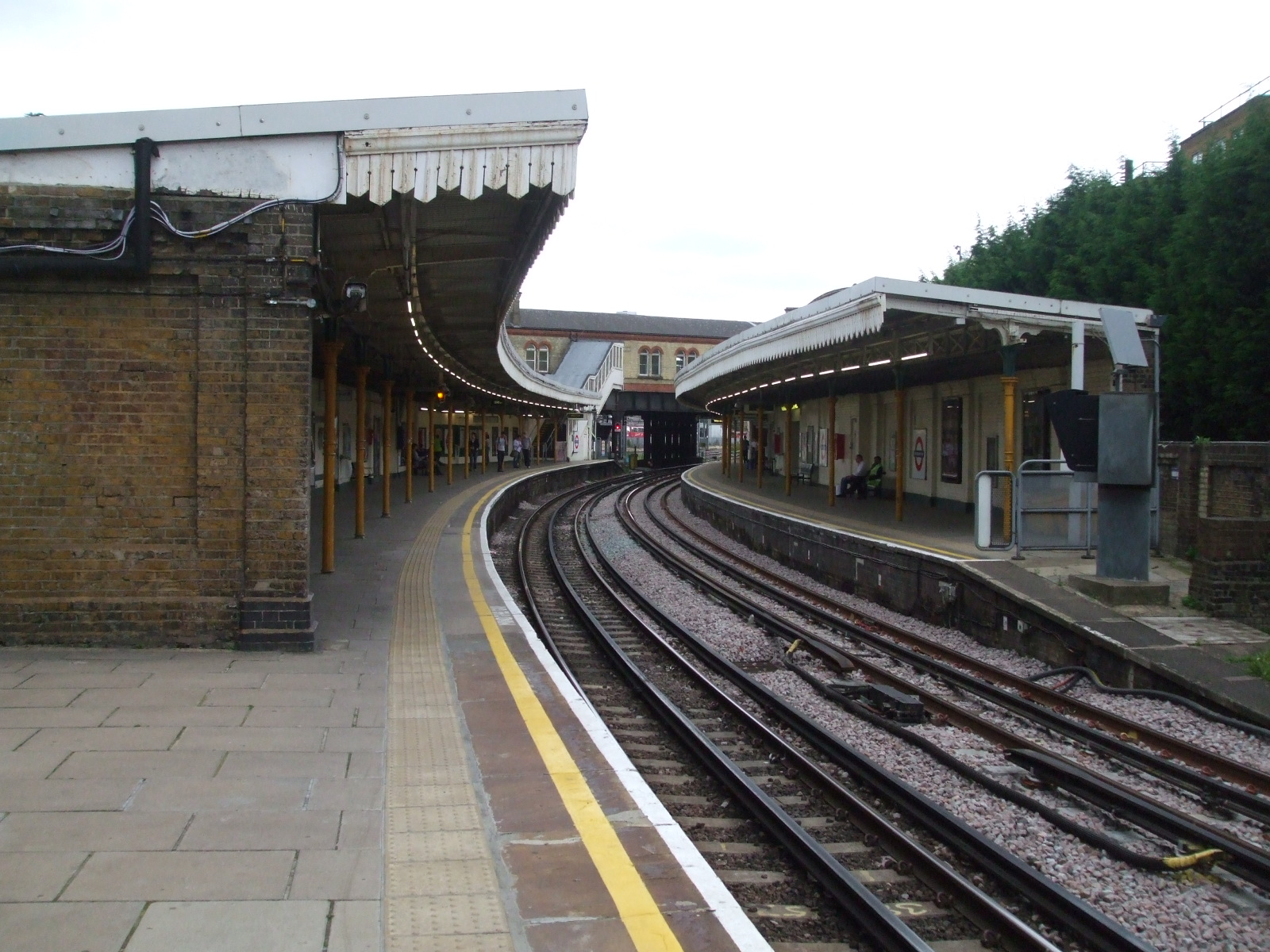
Piattaforma della stazione in direzione est.
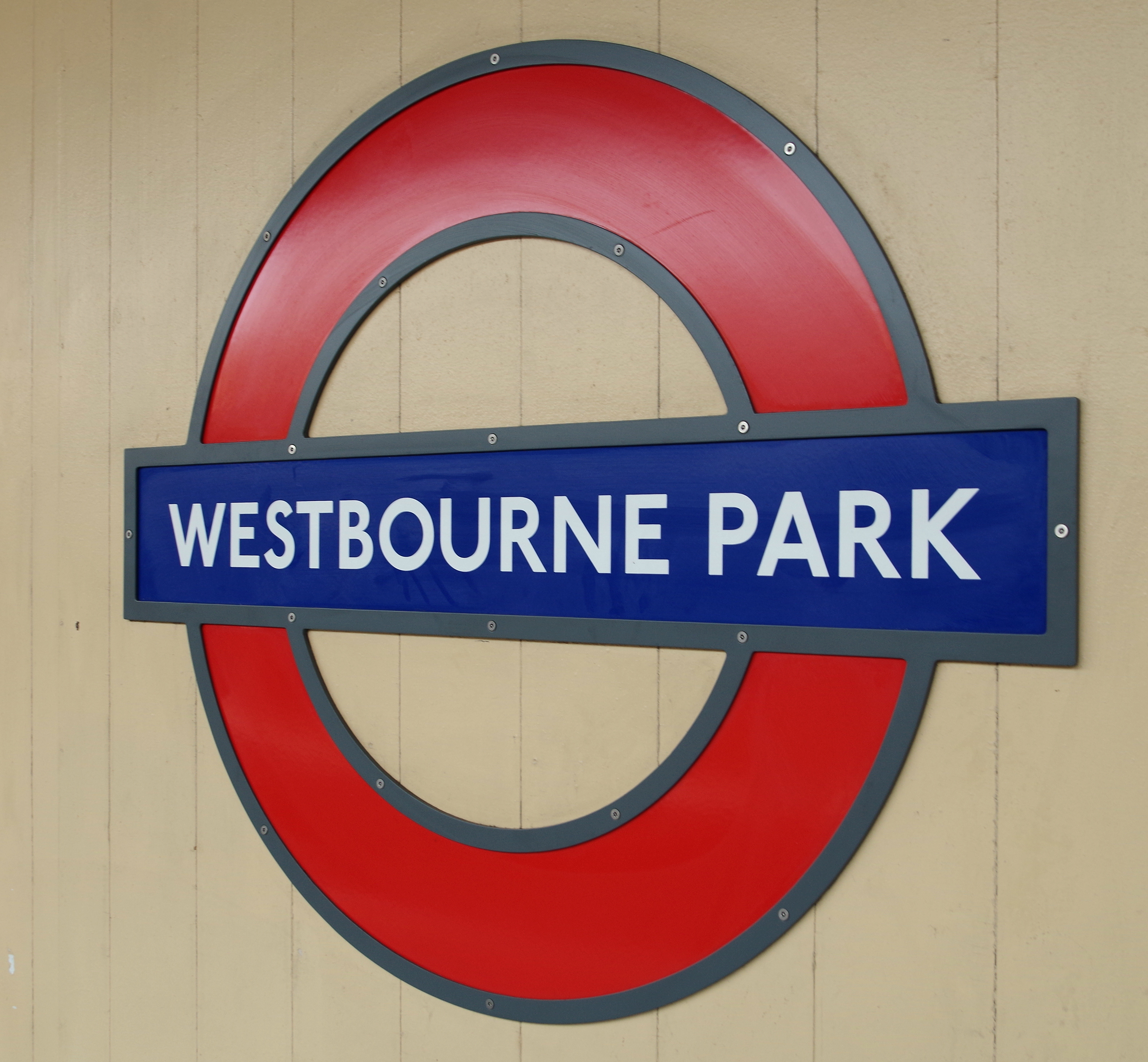
Roundel sulla piattaforma della stazione.
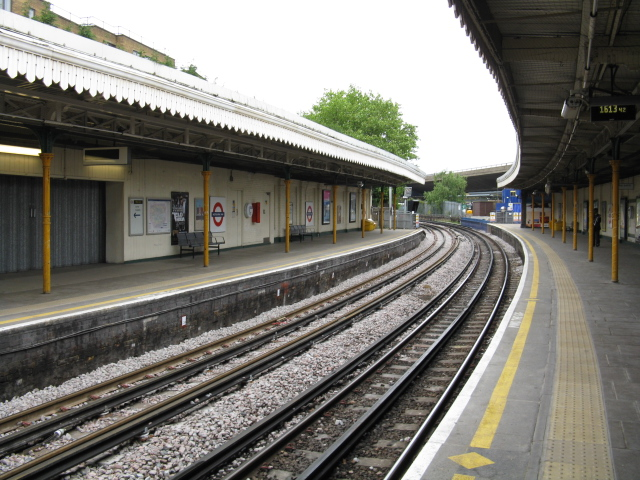
Piattaforma della stazione in direzione ovest.